# Nadezjda Plevitskaja

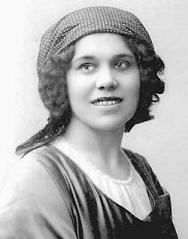
Nadezjda Plevitskaja, ca. 1910

Nadezjda Vasiljevna Plevitskaja (Russisch: Надежда Васильевна Плевицкая), geboren als Vinnikova (Russisch: Винникова) (Vinnikov nabij Koersk, 17 januari 1884 – Rennes, 1 oktober 1940) was een populaire Russische zangeres van volksliederen en later een dubbelagente voor de NKVD in ‘Witte’ emigrantenkringen.

## Biografie

### Vroege levensjaren
Nadejzda Plevitskaja, geboortenaam Vinnikova, werd geboren in een boerenfamilie in de omgeving van Koersk. Ze bleek een getalenteerd mezzosopraan en na enkele jaren in een kerkkoor werd ze professioneel zangeres in Kiev. Daar ontmoette ze haar eerste man, de Poolse danser Edmund Plewicki. Al snel verhuisden ze naar Moskou, waar ze ging zingen in het bekende Yar-restaurant, dat bekendstond om zijn zigeunermuziek en mooie zangeressen.

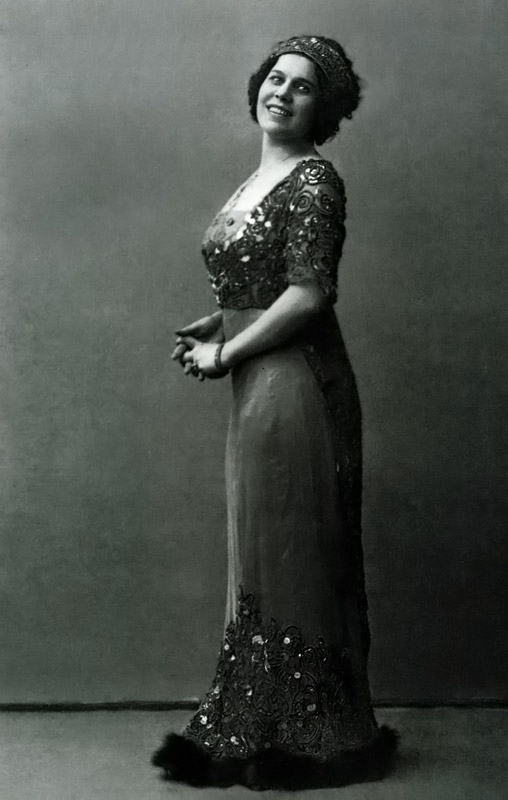
Nadezjda Plevtiskaya, rond 1912-1913

In 1909 maakte ze haar eerste tour en in Nizjni Novgorod werd ze ontdekt door de bekende tenor Leonid Sobinov. Deze bracht haar vervolgens onder de aandacht van een breed publiek en in contact met de hoogste kringen, waaronder de tsaristische familie en grootheden als Fjodor Sjaljapin, die steeds een foto van haar in zijn kleedkamer had hangen.
Critici gaven in die periode voor de Eerste Wereldoorlog vaak hoog op van Plevitskaja’s zangtalenten. Nabokov, die haar in de jaren twintig leerde kennen en vaak hoorde zingen in emigrantenkringen, was minder overtuigd:

Haar artistieke smaak was nul komma nul, haar techniek lukraak, haar algehele stijl gruwelijk; maar het soort mensen voor wie muziek en gevoel één zijn, <…>, vonden in de geweldige rijkheid van haar stem dankbaar zowel een nostalgische troost als een patriottische prikkel. Men vond haar vooral indrukwekkend als er een vleugje wilde roekeloosheid in haar zingen doorklonk. Als ze deze losheid minder opvallend had geveinsd, had het haar nog voor volledige vulgariteit kunnen behoeden.

 Wat de meningen ook waren, de populariteit van Plevitskaja in het pre-revolutionaire Rusland was groot.

### Oorlog en revolutie
Plevitskaja hertrouwde met een Luitenant van de Kurassiers maar deze kwam in januari 1915 om op het slagveld van de Eerste Wereldoorlog. Na de Oktoberrevolutie in 1917 werd ze Bolsjewiste en tijdens de Russische Burgeroorlog zong ze voor de Rode troepen. Het verhaal wil dat de Witte generaal en haar latere echtgenoot Nikolaj Skoblin haar oppakte tijdens een razzia in Koersk: “hoewel op verschillende plaatsen gewond, slaagde hij erin haar in galop te grijpen, en zo werd ze, terwijl ze verrukkelijk tegenstribbelde, weggevoerd”, romantiseerde Nabokov later in zijn documentaire vertelling De regie-assistente. Hij vervolgt: “Heel spoedig zien we haar terug terwijl ze de officiersmess gek maakt met haar mollige schoonheid en wilde, wilde liederen”. Plevitskaja wist Skoblin te verleiden en ontkwam zo aan de galg. Nabokov geeft overigens aan dat er evidente aanwijzingen zijn dat de verovering niet toevallig was, zonder zich echter nader te verklaren.
Na de nederlaag van de Witten in 1921 emigreerden Plevitskaja en Skoblin naar het buitenland, waar ze vervolgens in ballingschap huwden, in Turkije. Na een kort verblijf daar reisden ze door naar Parijs.

### In ballingschap

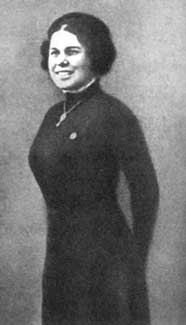
Nadezjda Plevtiskaya, op latere leeftijd, rond 1930

Eenmaal in het Westen begon Plevistkaja onder de artiestennaam, ‘La Slavska’ te toeren door Europa. In 1926 reisde ze zelfs naar Amerika, waar ze op haar concerten begeleid werd door Sergej Rachmaninov. Haar man Skoblin maakte intussen carrière binnen de Russische Al-Militaire Unie, een contra-revolutionaire organisatie van voornamelijk voormalige tsaristische officieren die zich ten doel stelden het Sovjet-bewind omver te werpen en de monarchie in Rusland te herstellen. Niettegenstaande hun voorspoedig lopende carrières bleek hun beider inkomen onvoldoende om te voldoen aan de hoge levensstandaard van Plevistkaja, die zich graag vertoonde in bont en juwelen. Het is waarschijnlijk meer uit materialistische overwegingen dan uit idealistische (Bolsjewistische) motieven dat zij Skoblin in 1930 overhaalde om beiden als dubbelagent voor de NKVD te gaan werken.

### Dubbelagent
Onder de naam van de heer en mevrouw Grozovski waren Skoblin en Plevistkaja in de jaren dertig erg actief en succesvol in hun spionageactiviteiten voor de Sovjets. Zo werkte Plevistkaja bij tijd en wijle als typiste op het buitenlands handelscommissariaat, chic gekleed, compleet met gelakte nagels, juwelen en gepoederde huid, ondertussen trouw rapporterend wat de medewerkers zeiden en deden. Skoblin en Plevistkaja reisden op een gegeven moment zelfs regelmatig op en neer naar Moskou en ontmaskerden klaarblijkelijk zonder gewetensbezwaren tal van ‘anti-Stalin spionnen’, in het Westen zowel als binnen de Sovjet-Unie.

### Ontvoering van Miller
Plevistkaja en Skoblin waren in 1937 nauw betrokken bij de ontvoering door de NKVD van de voorzitter van de Russische Al-Militaire Unie Jevgeni Miller, met wie zij nauw bevriend waren. Ze werden echter ontmaskerd door een briefje dat Miller had achtergelaten en waarin hij zijn wantrouwen tegen Skoblin uitsprak. Skoblin wist op het nippertje te ontkomen naar de Russische ambassade (en vervolgens naar Spanje, waarna ook hij ‘verdween’). Plevistkaja, die altijd door een NKVD-chauffeur werd rondgereden in een Cadillac van de Russische ambassade, leek aanvankelijk, na een wilde achtervolging tot buiten Parijs, eveneens te ontkomen, maar werd uiteindelijk toch gearresteerd, net voordat ze de grens kon oversteken

### Proces, gevangenschap en dood
Het proces tegen Plevistkaja verliep uiterst warrig, met allerlei geruchten en vage getuigen (zoals een clochard die iets gezien zou hebben). Plevitskaja beweerde tijdens haar proces dat zij noch Skoblin op de hoogte waren van het Russische plan om Miller te ontvoeren en dat ook zij waren gebruikt door de NKVD, maar zij werd niet geloofd door de rechters. Ze werd veroordeeld tot 20 jaar gevangenis. Ze schreef met tranen bevlekte brieven aan de vrouw van Miller, haar Bijbel werd haar afgenomen omdat experts meende dat ze er geheimtaal in had gekrabbeld en aan een jonge non die haar bijstond vertelde ze van een visioen dat ze had gehad waaruit de onschuld van Skoblin bleek. Uiteindelijk stierf Plevistkaja in een gevangenis te Rennes, volgens het dossier aan hartfalen, op 1 oktober 1940, op 56-jarige leeftijd.